# داگ فلاک
داگ فلاک (انگلیسی: Doug Flack؛ ۲۴ اکتبر ۱۹۲۰ – ۱۸ اکتبر ۲۰۰۵) بازیکن فوتبال بود.